# Communauté de communes du Pays Solesmois
Die Communauté de communes du Pays Solesmois ist ein französischer Gemeindeverband mit der Rechtsform einer Communauté de communes im Département Nord in der Region Hauts-de-France. Sie wurde am 23. November 1994 gegründet und umfasst 15 Gemeinden. Der Verwaltungssitz befindet sich im Ort Solesmes.

## Mitgliedsgemeinden
| Gemeinde                                 | Einwohner 1. Januar 2022 | Fläche km² | Dichte Einw./km² | Code INSEE | Postleitzahl |
| ---------------------------------------- | ------------------------ | ---------- | ---------------- | ---------- | ------------ |
| Beaurain                                 | 233                      | 1,01       | 231              | 59060      | 59730        |
| Bermerain                                | 778                      | 6,66       | 117              | 59069      | 59213        |
| Capelle                                  | 136                      | 5,07       | 27               | 59127      | 59213        |
| Escarmain                                | 478                      | 6,40       | 75               | 59204      | 59213        |
| Haussy                                   | 1.472                    | 16,22      | 91               | 59289      | 59294        |
| Montrécourt                              | 227                      | 3,56       | 64               | 59415      | 59227        |
| Romeries                                 | 480                      | 6,01       | 80               | 59506      | 59730        |
| Saint-Martin-sur-Écaillon                | 492                      | 5,30       | 93               | 59537      | 59213        |
| Saint-Python                             | 985                      | 7,43       | 133              | 59541      | 59730        |
| Saulzoir                                 | 1.685                    | 10,10      | 167              | 59558      | 59227        |
| Solesmes                                 | 4.193                    | 23,25      | 180              | 59571      | 59730        |
| Sommaing                                 | 398                      | 3,60       | 111              | 59575      | 59213        |
| Vendegies-sur-Écaillon                   | 1.123                    | 6,57       | 171              | 59608      | 59213        |
| Vertain                                  | 524                      | 5,78       | 91               | 59612      | 59730        |
| Viesly                                   | 1.364                    | 10,67      | 128              | 59614      | 59271        |
| Communauté de communes du Pays Solesmois | 14.568                   | 117,63     | 124              | –          | –            |